# Torsten Mattuschka
Torsten Mattuschka (ur. 4 października 1980) jest niemieckim piłkarzem grającym w Energie Cottbus.